# Battaglia di colle Scimitarra
La battaglia di colle Scimitarra (in inglese Scimitar Hill) fu una battaglia combattuta il 21 agosto 1915 in seno ai tentativi di sfondamento delle difese turche durante la campagna di Gallipoli. La battaglia ebbe luogo sulla penisola di Gallipoli, in turchia, tra l'esercito britannico e quello turco, nel tentativo inglese di conquistare la penisola. Contemporaneamente, e accanto, ad essa, ebbe luogo una seconda battaglia: la battaglia di Quota 60.

## Antefatti
La battaglia fece parte di un piano ideato dal generale Ian Hamilton per unire le forze sbarcate all'Anzac Cove con quelle a Suvla, distanti 5 km. Il piano prevedeva che le forze all'Anzac sfondassero a nord le linee turche, mentre i soldati a Suvla sfondassero a nord e a est.
L'attacco al Scimitar Hill (Colle Scimitarra) fu guidato dal comandante inglese Henry de Beauvoir de Lisle e fu l'ultima offensiva britannica sulla penisola, prima dell'evacuazione avvenuta tra il dicembre 1915 e il gennaio 1916. L'offensiva fu condotta dalla 29ª Divisione britannica, trasferita da Capo Elles per il suo stato di esperta veterana.
Il piano prevedeva un attacco ad est e a nord di Suvla per conquistare i rilievi circostanti la spiaggia, anche se ritenuti di secondaria importanza. Gli obiettivi principali, infatti, si trovavano tra Suvla e l'Anzac Cove: le W Hills (Colline W) e Scimitar Hill. Conquistati questi obiettivi, le due forze si sarebbero potute unire e dare una nuova speranza all'intera campagna britannica.

## Battaglia
La divisione inviata a conquistare le W Hills perse la sua posizione e di conseguenza l'attacco fallì. L'attacco della 29ª Divisione iniziò bene, con una densa nebbia che impedì all'artiglieria nemica di operare, ma fu ben presto respinta dal fuoco turco sulle pendici della collina. Le riserve inviate da de Lisle tentarono anch'esse di scalare la collina ma, come i loro predecessori, i soldati inglesi furono respinti, subendo pesanti perdite.

## Conseguenze
Le vittime inglesi raggiunsero le 5 000 unità, molte delle quali subite dopo che il fuoco dell'artiglieria britannica incendiò la boscaglia. I turchi persero 2 600 uomini. Di fronte ad ennesime altissime perdite a prezzo di scarsi, se non nulli, guadagni, il generale Hamilton chiese a Lord Kitchener, Ministro della Guerra britannico di inviare altri 95 000 uomini come rinforzo. Kitchener offrì 40 000 soldati ma a Londra già si pensava ad un'inevitabile evacuazione dalla penisola.